# Marianne Mikko
Marianne Mikko, née le 26 septembre 1961 à Võru, est une femme politique estonienne.
Membre du Parti social-démocrate, elle est députée européenne de 2004 à 2009. Elle siège au Riigikogu depuis 2011.